# Antiscopa
Antiscopa é um gênero de mariposa pertencente à família Crambidae.